# Hans Semmler
Hans Semmler (geb. vor 1921; gest. nach 1942) war ein deutscher Fußballspieler und -trainer.

## Spielerkarriere
Semmler gehörte von 1921 bis 1923 dem FC Wacker München an, für den er in den vom Süddeutschen Fußball-Verband ausgetragenen Meisterschaften zunächst in der Abteilung I, danach in der nicht in Abteilungen unterteilten Kreisliga Südbayern, Punktspiele bestritt.
Während seiner Vereinszugehörigkeit gewann er am Ende seiner Premierensaison drei regionale Meisterschaften, darunter die Süddeutsche. Mit diesem Erfolg war er mit seiner Mannschaft für die Endrunde um die Deutsche Meisterschaft qualifiziert. Er bestritt einzig das am 21. Mai 1922 in Karlsruhe ausgetragene Viertelfinale gegen die TG Arminia Bielefeld; beim 5:0-Sieg erzielte er innerhalb von 27 Minuten einen lupenreinen Hattrick zum 3:0 und avancierte damit zum Torschützenkönig des Wettbewerbs.

## Trainerkarriere
Nach seinem Karriereende als aktiver Fußballspieler übte er das Traineramt aus und übernahm zunächst von 1927 bis 1929 den BC Augsburg in der zweitklassigen Bezirksliga Schwaben, aus der die Mannschaft jeweils als Meister hervorgegangen ist.
Von 1934 bis 1937 trainierte er den Verein abermals, diesmal in der Gauliga Bayern, in einer von zunächst 16, später auf 23 aufgestockten Gauligen zur Zeit des Nationalsozialismus als einheitlich höchste Spielklasse im Deutschen Reich. In seiner letzten Saison entging sein Verein denkbar knapp und nur aufgrund des besseren Torquotienten gegenüber dem ASV Nürnberg dem Abstieg in die Bezirksliga.
Seine letzte Trainertätigkeit übte er von 1938 bis 1942 in Berlin aus und führte Blau-Weiß 90 Berlin zweimal zur Gaumeisterschaft Berlin-Brandenburg. In der Endrunde um die Deutsche Meisterschaft schloss seine Mannschaft die Gruppe 1 als Viert- und Letztplatzierter ab. Mit dem 4:0-Sieg am 4. Juli 1942 im Spiel um den dritten Platz gegen Kickers Offenbach hatte er seinen größten Erfolg als Trainer.

## Erfolge
als Spieler
- Süddeutscher Meister 1922
- Bayerischer Meister 1922
- Südbayerischer Meister 1922
- Torschützenkönig Deutsche Meisterschaft 1922

als Trainer
- Dritter der Deutschen Meisterschaft 1942
- Gaumeister Berlin Brandenburg 1939, 1942
- Bezirksmeister Schwaben 1928, 1929